# Блохін Євген Петрович
Блохін Євген Петрович (1928–2012) – доктор технічних наук, професор, академік Академії інженерних наук України, академік Транспортної академії України, член-кореспондент Міжнародної інженерної академії, заслужений працівник вищої школи Української РСР, лауреат Державної премії України в галузі науки і техніки, лауреат премії імені О. М. Динника, почесний працівник транспорту України, почесний залізничник, перший проректор, проектор з навчальної роботи Дніпропетровського національного університету залізничного транспорту іменя академіка В. Лазаряна (1974–2002).

## Біографія
Євген Петрович Блохін народився 1 травня 1928 року в м. Бердянськ Запорізької області. Трудову діяльність почав в 1943 році токарем у залізничному депо Ташкенту, де сім’я знаходилась в евакуації під час Великої вітчизняної війни. Роботу поєднував з навчанням у вечірній школі. Закінчивши екстерном школу, в 1945 році вступає до Дніпропетровського інституту залізничного транспорту (ДІІТ) на механічний факультет. В 1949 році, закінчивши інститут, працює в локомотивному депо станції Нижньодніпровськ-Вузол Придніпровської залізниці спочатку помічником машиніста паровоза, машиністом, а потім інженером по ремонту локомотивів. Наукову діяльність розпочав у 1950 році, коли за запрошення професора В. Н. Тверитіна, переходить на роботу в ДІІТ і незабаром стає аспірантом професора В. А. Лазаряна.
У 1958 році в віці 30 років Євген Петрович захистив кандидатську дисертацію на тему «Дослідження впливу неоднорідності поїзда на динамічні зусилля, що виникають в запряжних приладах при рушанні з місця» і отримав науковий ступінь кандидата технічних наук, а трохи пізніше – і звання доцента.
Захистивши в 1972 р докторську дисертацію на тему «Дослідження перехідних режимів руху поїздів з істотно нелінійними міжвагонного сполуками», отримав науковий ступінь доктора технічних наук.
Видатний учений і педагог майже 30 років (1974–2002) Є. П. Блохін був проректором з навчальної роботи і першим проректором Дніпропетровського інституту залізничного транспорту (нині Дніпропетровський національний університет залізничного транспорту імені академіка В. Лазаряна). Будучи завідувачем спочатку кафедри теоретичної механіки (1973–1983), потім – кафедри будівельної механіки (1983–2011), Євген Петрович одночасно очолював Галузеву науково-дослідну лабораторію динаміки та міцності рухомого складу залізниць (ГНДЛ ДМРС) – авторитетний міжнародний науковий центр з дослідження теорії механіки руху тіла і експлуатації рухомого складу.
Науково-педагогічна діяльність професора Є. П. Блохіна доктора технічних наук, академіка трьох академій була високо оцінена урядом країни: орден Дружби народів, медалі, почесні звання і грамоти, престижні премії в області науки і техніки.
У 1979 р. отримав звання "Заслужений працівник вищої школи УРСР".
У 1980 р. -  лауреат премії ім. академіка О. Динника АН УСРС.
У 1986 р. нагороджений орденом Дружби народів.
У 1999 р. отримав довічну державну стипендію видатного діяча освіти.
З 1972 по 2012 - науковий керівник Галузевої науково-дослідної лабораторії динаміки та міцності рухомого складу залізниць.
У 2005 р. нагороджений Почесною грамотою Верховної Ради України
У 2009 р. нагороджений знаком «Залізнична слава»
27 листопада 2012 р. пішов з життя.

## Наукова діяльність
Учень і послідовник академіка В. А. Лазаряна, засновника наукової школи механіки залізничного транспорту, Блохін більшу частину своїх наукових праць присвятив ключовим проблемам механіки і управління залізничним складом, тяги і стійкості його екіпажів проти сходу з колії.
В коло основних наукових інтересів Євгена Петровича входили експериментальні і теоретичні дослідження перехідних процесів в поїздах і в інших розподілених технічних системах. Вперше саме їм були розглянуті процеси в неоднорідних по масі поїздах і в неоднорідних довгих стрижневих системах.
З ініціативи Є. П. Блохіна і його безпосередній участі був розроблений оригінальний метод оцінки міцності елементів конструкції вагонів. Застосування комп’ютерної техніки, моделювання складних динамічних процесів поздовжнього характеру, що виникають в момент пуску поїзда, сприяли вдосконаленню залізничної техніки і технологій.
Співробітники ГНДЛ ДМРС під науковим керівництвом Є. П. Блохіна були активними учасниками проведення приймальних випробувань швидкісних електропоїздів зарубіжного виробництва (фірм Hyundai і Skoda), вітчизняного електропоїзда ЕКр1 (виробництво Крюківського вагонобудівного заводу) зі швидкістю руху 160 км / год., а також високошвидкісного поїзда фірми Tolgo зі швидкістю руху 200 км / год.
Вчені беруть участь в діяльності по уніфікації нормативних документів, що існують в Україні, Митному Союзі і країнах Євросоюзу, за оцінкою міцності несучих конструкцій рухомого складу. Тривають і подальші дослідження з оцінки змін фізико-механічних характеристик матеріалів в процесі експлуатації. Активізувалися роботи по отриманню даних про просторові нерівностях залізничної колії з використанням свідчень сучасних вагонів-колієвимірювачів та ін.
У 2002 році Є. П. Блохін став лауреатом Державної премії України в області науки і техніки. Медаллю імені академіка М. К. Янгеля відмічені заслуги Євгена Петровича за розробку технології транспортування ракетної техніки по залізничним магістралям.
На базі ДІІТу було створено Національне відділення громадської Міжнародної інженерної академії, до складу якого входили всі великі виробничі підприємства і наукові організації Дніпропетровської області. Національне відділення очолив професор Блохін Є. П.
З 1980 року Є. П. Блохін є беззмінним головою і організатором всесоюзних (з 1996 р – міжнародних) наукових конференцій на тему «Проблеми механіки залізничного транспорту», що проходять на базі ДІІТу. Коло учасників конференцій – вчені з Білорусі, Угорщини, Німеччини, Ізраїлю, Індії, Ірану, Італії, Казахстану, Литви, Нідерландів, Польщі, Росії, США, України, Хорватії, Швеції, Франції та ін.
Загальний інтелектуальний багаж вченого становить 557 наукових робіт (написаних особисто і в співавторстві) у вітчизняних і зарубіжних виданнях. Крім того, Е. Б. Блохін є автором 4-х монографій, 50-ти патентів і авторських свідоцтв, 5-ти підручників. 17-ти депонованих рукописів; під його редакцією опубліковано 13 збірників наукових праць. 
Під науковим керівництвом Є. П. Блохіна було захищено більше 60 кандидатських і докторських дисертацій.

## Вибрана бібліографія
- Блохин, Е. П. Динамика поезда (нестационарные продольные колебания) [Текст] : монография / Е. П. Блохин, Л. А. Манашкин. – Москва : Транспорт, 1982. – 222 с.
- Расчеты и испытания тяжеловесных поездов [Текст] : монография / Е. П. Блохин, Л. А. Манашкин, Е. Л. Стамблер [и др.] ; под ред. Е. П. Блохина. – Москва : Транспорт, 1986. – 263 с.
- Расчет грузовых вагонов на прочность при ударах [Текст] : учеб. пособие для вузов / Е. П. Блохин, И. Г. Барбас, Л. А. Манашкин, О. М. Савчук ; под ред. Е. П. Блохина. – Москва : Транспорт, 1989. – 230 с.
- Динаміка електричного рухомого складу [Текст] : навч. посіб. / Є. П. Блохін, М. Л. Коротенко, В. С. Буров ; Дніпропетр. держ. техн. ун-т залізн. трансп., каф. теорет. механіки. – Дніпропетровськ, 2002. – 138 с.
- Железные дороги мира в XXI веке [Текст] : монография / Г. И. Кирпа, А. Н. Пшинько, Е. П. Блохин [и др.] ; под обш. ред. Г. И. Кирпы. – Днепропетровск : Изд-во Днепропетр. нац. ун-та ж.-д. трансп. им. акад. В. Лазаряна, 2004. – 224 с.
- Высокоскоростной наземный транспорт мира [Текст] : учебник / Е. П. Блохин, А. Н. Пшинько ; М-во трансп. и связи Украины, Днепропетр. нац. ун-т ж.-д. трансп. им. акад. В. Лазаряна. – Днепропетровск : Изд-во ДНУЗТ, 2009. – 240 с.